# Иоганн VIII (граф Нассау-Зигена)
Иоганн VIII Нассау-Зигенский (нем. Johann VIII von Nassau-Siegen; 29 сентября 1583, Дилленбург — 27 июля 1638, Ронсе) — немецкий дворянин и военный, граф Нассау-Зигенский (1623—1638). Полный титул — граф Нассау-Зигена, Катценельнбогена, Виандена и Дица, маркиз Монте-Кабальо, барон Ронсе и Бальштайна.

## Биография
Иоганн — второй сын Иоганна VII (1561—1623), графа Нассау-Зигена (1609—1623), и графини Магдалины Вальдекской (1558—1599).
Иоганн Нассау-Зигенский получил образование в университетах Херборна, Касселя и Женевы. В 1610 году он участвовал в состав голландской армии в завоевании Юлиха.
25 декабря 1613 года, Иоганн Нассау-Зигенский открыто отрекся от кальвинизма и перешел в католичество и поступил на службу к герцогу Савойскому Карлу Эммануилу I. В сентябре 1617 года после смерти своего старшего брата Георга Эрнста (1582—1617), Иоганн стал наследником своего отца, который назначил его протестантского преемника. Когда в 1623 году умер его отец, Иоганн во главе габсбургской армии захватил графство Нассау-Зиген и начал проводить в своих владения контрреформацию.
В 1624 году граф Иоганн Нассау-Зигенскийстал кавалером Ордена Золотого руна.
В 1625 году он участвовал в осаде Бреды. Бреду защищал его двоюродный брат Юстин Нассауский, который оборонялся одиннадцать месяцев, прежде чем сдаться. Иоанн VIII Нассау-Зигенский изображен на знаменитой картине Диего Веласкеса «Сдача Бреды», где он третий слева в испанском лагере и смотрит прямо на зрителя.
В 1630 году Иоганн VIII Нассау-Зиген был захвачен голландцами, но в том же году его освободили. В 1631 года вместе с испанским губернатором Франсиско де Монкадой, 3-м маркизом Айтоны, граф Иоганн Нассау-Зигенский командовал испанско-фламандским флотом, который потерпел поражение от голландской флотилии в битве в канале Слак (Волкерак). В 1632 году граф Иоганн VIII Нассау-Зиген был взят в плен шведами, после чего его сводный брат Иоганн Мориц Нассау-Зигенский вновь принял протестантизм.
27 июля 1638 года 54-летний Иоганн VIII Нассау-Зигенский скончался в Ронсе. Ему наследовал его единственный сын, Иоганн Франц Десидератус (1627—1699), который вынужден был уступить часть графства Нассау-Зиген протестантской ветви семьи.

## Брак и дети
13 августа 1618 года в Брюсселе Иоганн Насау-Зигенский женился на принцессе-католичке Эрнестине Иоланде де Линь (1594—1668), младшей дочери принца Ламораля I де Линя (1563—1624). У них было шестеро детей:
- Мария (1619—1620)
- мертворожденная дочь (1620)
- Клара Мария (1621—1695), 1-й муж с 1634 года — её кузен принц Альбер-Анри де Линь (1615—1641), 2-й муж с 1643 года — младший брат предыдущего, принц Клод-Ламораль I де Линь (1618—1679)
- Эрнестина Шарлотта (1623—1668), вышла замуж в 1650 году за своего кузена Морица Генриха, принца Нассау-Хадамарского (1626—1679)
- Ламберта Альберта Габриелла Урсула (1625—1635)
- Иоганн Франц Десидератус (1627—1699), граф Нассау-Зиген (1638—1699).